# FUNCINPEC

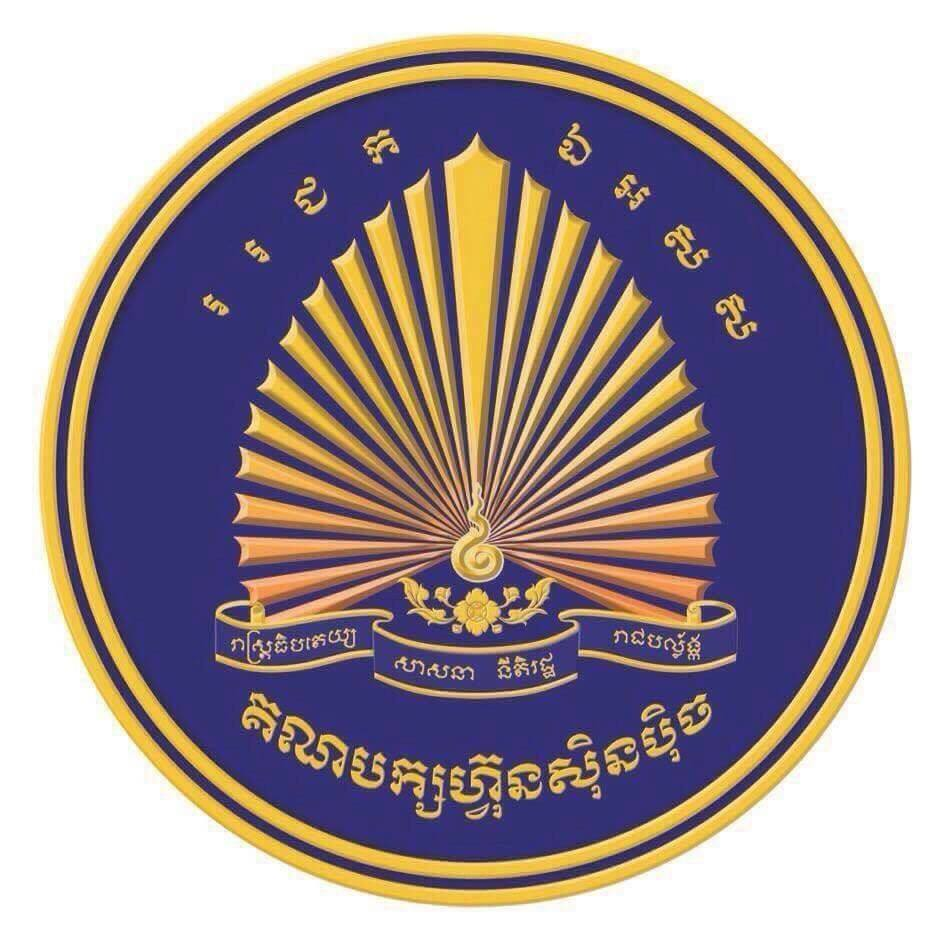
Logo der FUNCINPEC

Die FUNCINPEC (Khmer គណបក្សហ្វ៊ុនស៊ិនប៉ិច), Akronym abgeleitet vom ursprünglichen französischen Namen Front Uni National pour un Cambodge Indépendant, Neutre, Pacifique, et Coopératif (deutsch Nationale Einheitsfront für ein unabhängiges, neutrales, friedliches und kooperatives Kambodscha), ist eine königstreue Partei in Kambodscha. Sie bildete zusammen mit der Kambodschanischen Volkspartei (CPP) von 1993 bis 2006 die Regierungskoalition in Kambodscha.
Die FUNCINPEC wurde 1981 vom früheren König von Kambodscha, Norodom Sihanouk, gegründet. Während der 1980er Jahre war sie Teil des politischen und bewaffneten Widerstands gegen die von Vietnam eingesetzte damalige Regierung der Volksrepublik Kampuchea. Ab 1982 bildete sie zusammen mit der Partei des Demokratischen Kampuchea (PDK) der Roten Khmer und der Nationalen Befreiungsfront der Khmer (KPNLF) eine Exilregierung, die Koalitionsregierung des Demokratischen Kampuchea.
Die Wahlen von 1993 gewann die Partei noch mit 45,5 % der Stimmen und 58 der 120 Sitze im Parlament (CPP 51 Sitze). Seither erfolgt ein stetiger Abstieg. 1998 erzielte die Partei noch 31,7 % der Stimmen und erhielt 43 der 122 Sitze, 2003 nur noch 20,8 % und 26 der 123 Parlamentssitze. 2008 erzielte sie noch 5,05 % der Stimmen und erhielt nur noch 2 Sitze, 2013 mit 3,7 und 2018 mit 5,9 % der Stimmen keinen mehr der nunmehr 125 Sitze.
Von 1992 bis 2006 war der zweitältester Sohn von Norodom Sihanouk, Prinz Norodom Ranariddh, der Parteivorsitzende, sein Nachfolger wurde der bisherige Generalsekretär Nhiek Bun Chhay, der die Koalition mit der CPP fortsetzen wollte. Im Januar 2015 kehrte Ranariddh zur FUNCINPEC zurück und wurde wieder zum Parteivorsitzenden gewählt.
Heute setzt sich die Partei für freie Marktwirtschaft und ein neutrales Kambodscha ein.